# پگی والسکا
پگی والسکا (آلمانی: Peggy Waleska; ۱۱ آوریل ۱۹۸۰) قایقران روئینگ زن اهل آلمان بود.
وی در مسابقات کشوری و بین‌المللی در مجموع برندهٔ ۲ مدال طلا، ۱ مدال نقره، ۲ مدال برنز شده‌است.